# Nicola Laucella
Nicola Laucella   (Nusco, 1 de juliol de 1882 - Nova York, 3 d'abril de 1952) va ser un compositor i flautista concertista italoestatunidenc. Al llarg d'una carrera musical professional que es va estendre durant tres dècades, va actuar com a flauta travessera principal amb diversos conjunts orquestrals destacats, inclosa la Filharmònica de Nova York i l'Orquestra Metropolitan Opera de Nova York.

## Adolescència i estudis
Nicholas Laucella va néixer Nicola Laucella a la ciutat de Nusco, a la província d'Avellino, a Itàlia, als afores de Nàpols. Va emigrar als Estats Units amb la seva família el 1895 i es va establir a Corona, Queens, Nova York.
Els seus primers estudis sobre la flauta van començar a Itàlia i van continuar vuit anys addicionals després de la seva arribada a Amèrica. Durant aquest temps també va cursar estudis professionals en teoria musical, harmonia i composició musical. El principal mentor de Laucella a la flauta va ser el solista alemany Carl Wehner, que va exercir com a flauta principal a la Filharmònica de Nova York des del 1892 fins al 1900 i com a flautista solista a la Metropolitan Opera Orchestra (1885–1886).

## Carrera musical
De jove, Laucella va actuar per primera vegada amb una orquestra al centre d'atraccions Eden Musée de Nova York, on es van presentar concerts musicals, presentacions públiques de quadres i pel·lícules. La carrera professional de Laucella es va concretar a principis de la dècada de 1900, quan va ser reclutat pel compositor operístic italià Pietro Mascagni per fer de flauta principal durant una gira de concerts a Amèrica i Canadà. Després de tornar a la ciutat de Nova York, Laucella va continuar els seus estudis sobre flauta travessera amb Wehner durant diversos anys.
El 1904, Laucella va deixar la ciutat de Nova York per acceptar una posició tocant amb lOrquestra Simfònica de Pittsburgh sota el director austríac Emil Paur. Laucella va romandre com a membre de l'orquestra durant tres anys fins al 1907. Durant aquest temps també va continuar els seus estudis musicals sota la direcció de Paur.
Després de tornar a la ciutat de Nova York, Laucella va ser nomenat flauta principal de la Filharmònica de Nova York sota la direcció musical de Gustav Mahler el 1909. Va exercir aquesta funció fins al 1911 i va continuar actuant amb l'orquestra fins a la finalització de la temporada 1918-1919. A més d'actuar com a flautista orquestral, Laucella va compondre diverses obres orquestrals durant aquest període, incloent Sunday at the Village (1914), Divertimento for Flute, Oboe and English Horn (1914), Prelude and Temple Dance (1915) i Whitehouse - Impressions of Norfolk (1917).
Laucella va estrenar el seu Whitehouse - Impressions of Norfolk al Festival de música anual de "Litchfield County Norfolk" a Norfolk, Connecticut el 1917. La composició encarna les impressions de Laucella sobre els esdeveniments del festival i va estar dedicada als simpàtics patrons del festival, els senyors i senyores Carl Stoeckel la residència de la qual es va esmentar al títol de l'obra. Laucella va utilitzar un tema recurrent a les campanades durant tot el treball en homenatge a l'església congregacional del poble. Els crítics van descriure la composició com un ric tapís de textures musicals i el New York Times va elogiar l'afició de Laucella per la sintonia italiana. Els crítics de "The New York Tribune" van descriure la seva música com a elegant i melòdica.
El 1911, Laucella va aparèixer sota la direcció musical del director txec Joseph Stransky a l'estrena del seu poema simfònic Consalvo. Laucella va dedicar la seva partitura a Stránský, que es va convertir en el nou director de la Filharmònica de Nova York el 1911. L'estrena de la composició va ser revisada a "The New Music Review", que va aplaudir Laucella com a compositor d'una obra musical concisa amb una promesa inusual.
Durant aquest temps, Laucella va aconseguir notorietat addicional com a acompanyant de concerts de la soprano espanyola de coloratura Maria Barrientos durant una gira de concerts a Worcester, Massachusetts. També va rebre el reconeixement per la seva col·laboració amb el director Joseph Knecht i lOrquestra Waldorf – Astoria a l'Hotel Waldorf Astoria el 1916. La seva òpera Mokanna es va completar cap al 1915. Incorpora un llibret d'Enrico Golisciani i es basa en el poema Lalla-Rookh de Thomas Moore.
A partir d'aquests nomenaments reeixits, Laucella va adquirir el càrrec de flauta travessera principal a lOrquestra de l'Òpera Metropolitana el 1919 sota la direcció musical d'Artur Bodanzky. Va continuar servint amb aquesta orquestra sota la direcció musical de Tullio Serafin fins al 1935. Durant els seus quinze anys de mandat a la Metropolitan Opera, Laucella va acompanyar diversos solistes operístics, inclosos Giovanni Martinelli, Lawrence Tibbett i Giuseppe De Luca.

## Enregistraments
El talent musical de Laucella s'estenia més enllà de la sala de concerts operístics. Durant la dècada de 1920 va gravar diverses obres per al segell "Victor" que incloïa arranjaments del compositor peruà Daniel Alomía Robles. Com a membre del grup Trio Italiano, també va gravar diverses cançons arranjades per a piano, guitarra, flauta travessera, mandolina i baríton. El 1930 va col·laborar amb el baríton italià Giuseppe De Luca en una gravació de la flauta obligada de l'escena "Serenata" a l'òpera I gioielli della Madonna per la "Víctor".

## Mort
Laucella va morir el 2 de setembre de 1952. Les seves contribucions a la música com a flautista i compositor es van documentar a la primera edició de "l'International Who's Who in Music International and Musical Gazetteer".

## Obres arxivades
- Còpies de diverses partitures d'orquestra que van marcar Nicola Laucella durant el seu mandat a la Filharmònica de Nova York han estat arxivades per l'orquestra per al benefici de futurs músics, estudiants i investigadors.[22]
- Els enregistraments d'àudio de Nicola Laucella s’han arxivat dins de la Discography of American Historical Recordings de la Biblioteca de Santa Barbara de la Universitat de Califòrnia.[20]
- Els enregistraments d'àudio de Nicola Laucella s'han arxivat a la Biblioteca Nacional del Congrés Jukebox.[23]